# Baunekirken
Baunekirken Østerbyvej 10 Tjørring i Herning Kommune ligger som Tjørring Kirke én kilometer derfra i Tjørring Sogn i Viborg Stift. Den er tegnet af Kristian Kristiansen, Brede, og bygget i 1977. Kirken blev etableret, efter at Tjørring kirke, der har 84 pladser, blev for lille til den i 1960'erne stærkt voksende befolkning i Herning.
Kirken blev i 1990 omtalt af Erik Norman Svendsen som [En] af vor tids mest særprægede og omdiskuterede kirkebygninger.

## Kirkebygningen og inventar
Kirken er udført af sten, kalk, kobber, træ og murværk med indsatte kampesten fra sognets marker og haver. Grundstenen, der er fra Tjørring kirkes stendige, sidder synligt indrammet i en korbue (triumfbue) bag alteret. En gammel skålsten og en møllesten er også indmuret.
Det inderste runde kirkerum har plads til 200. I den ene sidefløj er der plads til 400. Kirkerummet er åbent op til glastaget. Det gør, at man automatisk kigger op mod himlen. Set fra luften danner sidefløjene arme i et centralt kors.
Kirkens alter står midt i det cirkulære kirkerum, hvorfra et gangareal forbinder det til kirkesalen, menighedssalen, konfirmandlokalerne, kontorerne og våbenhuset. Kirkerummet er præget af det hvide murværk og den grønne tagkonstruktion. Døbefonten er udført af en natursten af Torvald Westergaard. På den er afbilledet Adam og Eva med deres barn og et fra middelalderen inspireret djævlehoved. I fonten er der ikke et dåbsfad, men en kilde. I den murede prædikestol er der en natursten med en af Torvald Westergaard udskåren Kristusfigur, der lige som de ældste danske kristusbilleder viser Kristus som både korsfæstet og opstanden. Orglet har 21 stemmer og blev bygget af jensen & thomsen orgelbyggeri i 1981.

## Eksterne kilder og henvisninger
1. 1 2 3 4 5  Norman Svendsen, Erik (1990).  Norman Svendsen, Margit; Norman Svendsen, Erik (red.). Nyere Danske Kirker. Valby: Unitas Forlag. s. 20-21. ISBN 87-7517-255-0.

- Baunekirken hos KortTilKirken.dk
- Baunekirken hos danmarkskirker.natmus.dk (Danmarks Kirker, Nationalmuseet)

- Wikimedia Commons har flere filer relateret til Baunekirken